# Formule van Euler-Maclaurin
De formule van Euler-Maclaurin is in de wiskunde een afschatting van het verschil tussen een integraal en een som. Onafhankelijk van elkaar ontdekten Leonhard Euler en Colin Maclaurin dit resultaat rond 1735.
De integraal {\displaystyle I} van een functie {\displaystyle f} over het interval {\displaystyle (0,n),} met {\displaystyle n} een natuurlijk getal, kan benaderd worden door de som:
{\displaystyle S={\begin{matrix}{\frac {1}{2}}\end{matrix}}f(0)+f(1)+\cdots +f(n-1)+{\begin{matrix}{\frac {1}{2}}\end{matrix}}f(n)}
De formule van Euler-Maclaurin geeft een uitdrukking voor het verschil tussen de som en de integraal. Voor een willekeurig natuurlijk getal {\displaystyle m} geldt:
{\displaystyle S-I=\sum _{k=1}^{m}{\frac {B_{2k}}{(2k)!}}\left(f^{(2k-1)}(n)-f^{(2k-1)}(0)\right)+R~,}
waarin de getallen {\displaystyle B_{n}} de Bernoulligetallen zijn en {\displaystyle R} een restterm is die voor geschikte waarden van {\displaystyle m} klein is. 
Voor de restterm geldt:
{\displaystyle |R|\leq {\frac {2}{(2\pi )^{2m}}}\int _{0}^{n}\left|f^{(2m+1)}(x)\right|\,{\rm {d}}x.}